# Luchtafweergeschut

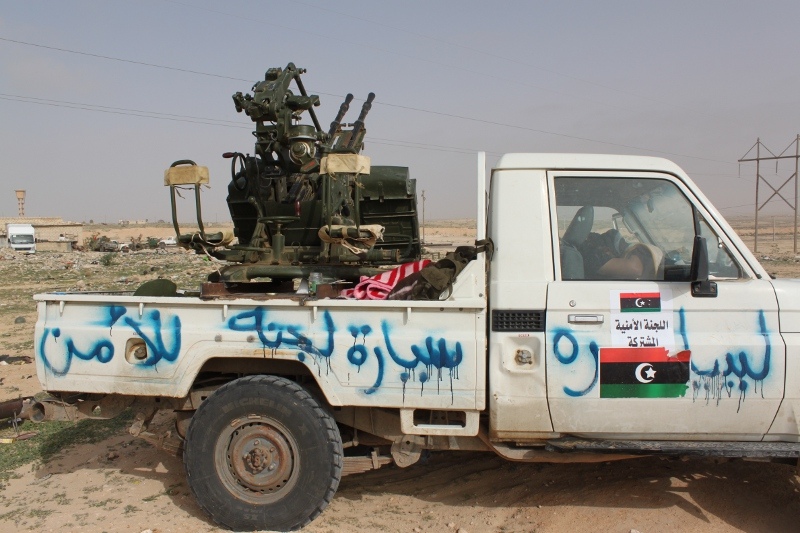
Luchtafweergeschut op een pick-up tijdens de opstand in Libië

Luchtafweergeschut is een onderdeel van de luchtverdediging en  kan bestaan uit grootkaliber-machinegeweren tot snelvuurkanonnen bestemd voor het bestoken van vliegtuigen en andere luchtdoelen. 
Het staat meestal op de grond maar vaak wordt het geschut ook geïnstalleerd op hoge gebouwen of bergtoppen. Een voorbeeld is het GEB-gebouw in Rotterdam-West. Dat was in 1931 het hoogste kantoorgebouw van Nederland, maar in de jaren 40-45 maakten de Duitsers het 7 meter hoger. Door de hogere positie kon het horizontale bereik van de projectielen belangrijk toenemen. 
Het luchtafweergeschut is tijdens de Eerste Wereldoorlog ontwikkeld en is uit de Tweede Wereldoorlog bekend geworden onder de Duitse naam FlaK (Flugabwehrkanone of Fliegerabwehrkanone).
Luchtafweergeschut is in vele varianten gemaakt. Tijdens de Tweede Wereldoorlog moest het geschut aanvankelijk nog handmatig worden gericht. Om 's nachts de vijandelijke toestellen te kunnen volgen werd een grote schijnwerper gebruikt. De Duitsers beschikten snel over de Freya radar, die de richting en afstand van een vijandelijk toestel bepaalde. Na de detectie gaf de Freya de volgtaak over aan een Würzburg-Riese radar die op zijn beurt de gegevens via een analoge computer (Kommandogerät) doorgaf aan de luchtafweer (Flak).
Hoewel tegenwoordig voor het uitschakelen van vliegtuigen vaak geleide wapens worden ingezet, is het algemeen gebruik van luchtafweerkanonnen of mitrailleurs nog steeds actueel.
Vaak is het afweergeschut mobiel, zodat het steeds op andere plaatsen kan worden ingezet en ook makkelijk kan worden verstopt om te voorkomen dat de vijand het luchtafweergeschut bombardeert.